# 31 Dywizjon Pancerny

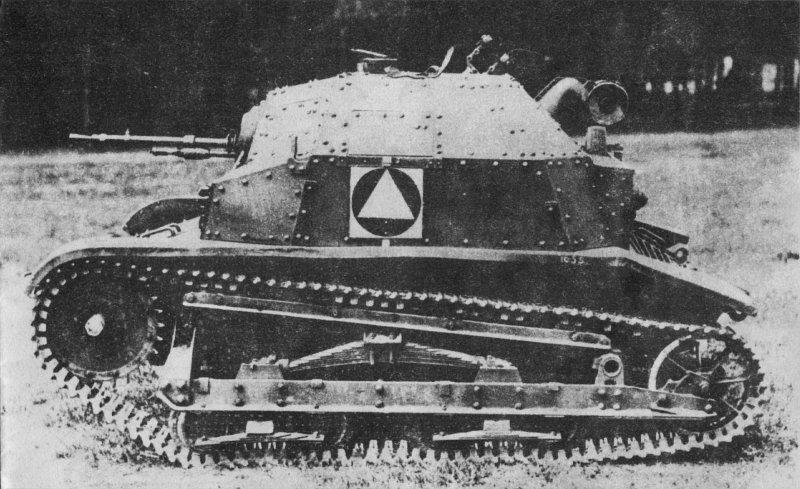
TKS -czołg podstawowy dywizjonu

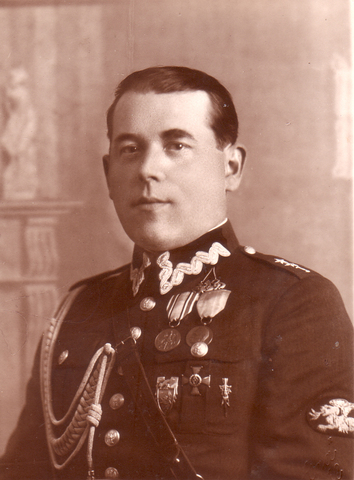
Brunon Błędzki

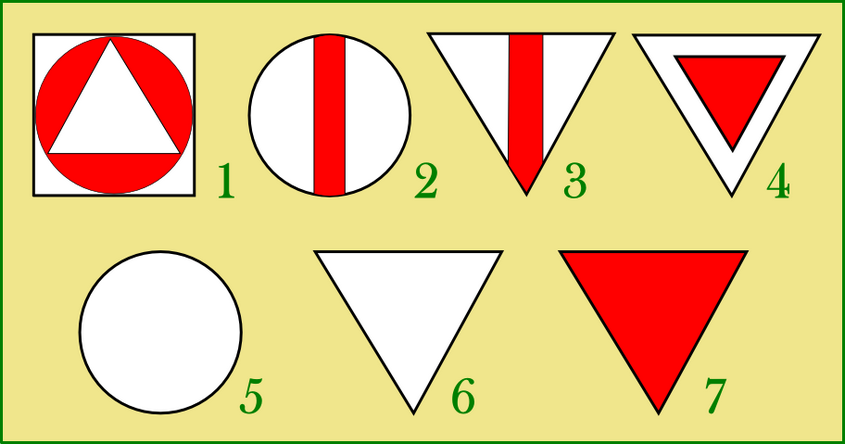
Znaki taktyczne malowane na czołgach lekkich i rozpoznawczych

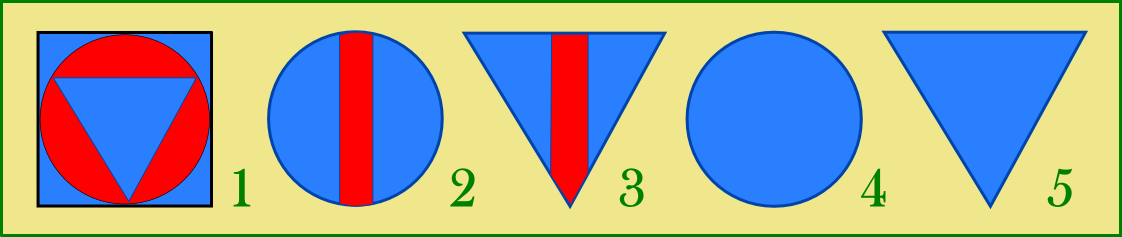
Znaki taktyczne malowane na pojazdach pancernych

31 Dywizjon Pancerny – pancerny pododdział rozpoznawczy Wojska Polskiego II Rzeczypospolitej.
Dywizjon nie występował w pokojowej organizacji wojska. Został sformowany w sierpniu 1939 roku w Grodnie dla Suwalskiej Brygady Kawalerii w grupie jednostek oznaczonych kolorem żółtym. Jednostką mobilizującą był 7 batalion pancerny.

## Działania bojowe
Po sformowaniu w Grodnie, dywizjon 27 sierpnia 1939 przeszedł marszem kołowym w okolice folwarku Płociczno zabezpieczając tym samym jeden ze szlaków prowadzących do Puszczy Augustowskiej. Przewidywano użycie dywizjonu wspólnie z 3 pułkiem szwoleżerów do wykonania wypadu w kierunku Olecka i opanowania tamtejszego węzła drogowego. Plany nie zostały nigdy zrealizowane. Do czasu opuszczenia przez brygadę „cypla suwalskiego” czołgi nie oddały ani jednego strzału.

## Skład
- Dowództwo (poczet dowódcy)
- szwadron samochodów pancernych (8 wozów bojowych wzór 34-II)
- szwadron czołgów rozpoznawczych - (13 czołgów TKS)
- szwadron? (pluton?) techniczno - gospodarczy

## Obsada personalna
Obada personalna we wrześniu 1939
- dowódca — kpt. br. panc. Brunon Błędzki †1940 Katyń[5]
- adiutant — ppor. br. panc. rez. Mieczysław Wacław Westerski †1940 Katyń[6]
- oficer gospodarczy (płatnik) - ppor. rez. Jerzy Fenaszek
- dowódca szwadronu czołgów — por. br. panc. Antoni Palukajtys †1940 Katyń[7]
  - dowódca I plutonu — por. piech. Apolinary Zygmunt Bokun[8]
  - dowódca II plutonu — ppor. rez. inż. Karol Augustowski †1940 Katyń[9]
- dowódca szwadronu samochodów pancernych — por. br. panc. Edward Antoni Popielarski (zaginął w niewoli)
  - dowódca I plutonu - por. br. panc. Henryk Płungus[8]
- dowódca plutonu techniczno–gospodarczego — por. piech. Apolinary Antoni Grzeszczak